# Randy Barnes
Eric Randolph („Randy”) Barnes (ur. 16 czerwca 1966 w Charleston, w Wirginii Zachodniej) – amerykański lekkoatleta, specjalista pchnięcia kulą, mistrz i wicemistrz olimpijski, były rekordzista świata.
Urodzony w Charleston, wychował się w pobliskim St. Albans. Po ukończeniu szkoły średniej uczęszczał na Texas A&M University. Tam pobił rekord uczelni w pchnięciu kulą, należący do Randy’ego Matsona, pchnięciem na odległość 21,88 m.
Na igrzyskach olimpijskich w 1988 w Seulu pchnął na odległość 22,39 m, co dało mu srebrny medal (za Ulfem Timmermannem z NRD). 20 stycznia 1989 w Los Angeles ustanowił halowy rekord świata wynikiem 22,66 m, który został pobity dopiero 32 lata później przez Ryana Crousera. Zdobył srebrny medal na halowych mistrzostwach świata w 1989 w Budapeszcie, ponownie za Timmermannem.
20 maja 1990 poprawił należący do Timmermanna rekord świata wynikiem 23,12 m (rekord przetrwał do 18 czerwca 2021). Po zawodach w Malmö w sierpniu 1990 wykryto w organizmie Barnesa niedozwoloną substancję – steryd anaboliczny metyltestosteron. Został zdyskwalifikowany na 27 miesięcy za doping. Odwoływał się od tej decyzji, ale bez powodzenia. Z powodu dyskwalifikacji nie pojechał do Barcelony na igrzyska olimpijskie w 1992.
Po odbyciu kary zdobył srebrny medal na mistrzostwach świata w 1993 w Stuttgarcie za Szwajcarem Wernerem Günthörem. Na mistrzostwach świata w 1995 w Göteborgu zajął 3. miejsce.
Zwyciężył na igrzyskach olimpijskich w 1996 w Atlancie wynikiem 21,62 m osiągniętym w ostatniej kolejce. Na mistrzostwach świata w 1997 w Atenach odpadł w kwalifikacjach.
W 1998 wykryto u niego podwyższony poziom androstendionu, substancji zakazanej w lekkoatletyce. Chociaż Barnes twierdził, że nie wiedział o zakazie stosowania androsteronu, został dożywotnio zdyskwalifikowany.
Barnes zaczął grać w golfa, rywalizując o jak najdalsze uderzenie piłki golfowej. Zakwalifikował się do Mistrzostw Świata Long Drive 2005.

## Rekordy życiowe
| Miejsce | Wynik | Miejsce     | Data             | Wynik w historii |
| ------- | ----- | ----------- | ---------------- | ---------------- |
| hala    | 22,66 | Los Angeles | 20 stycznia 1989 | 2.               |
| stadion | 23,12 | Westwood    | 20 maja 1990     | 3.               |